# Wayne Cooper
Artis Wayne Cooper (Milan, Georgia, 16 de noviembre de 1956-11 de abril de 2022) fue un jugador y entrenador de baloncesto estadounidense que disputó catorce temporadas en la NBA. Con 2,08 metros de estatura, lo hacía en la posición de pívot.

## Trayectoria deportiva

### Universidad
Jugó durante cuatro temporadas con los Privateers de la Universidad de Nueva Orleans, en las que promedió 12,3 puntos y 9,4 rebotes por partido. En su temporada sénior fue elegido Jugador del Año de la Sun Belt Conference tras promediar 18,1 puntos y 12,7 rebotes y llevar a los Privateers al título de conferencia, con un balance de 21 victorias y 6 derrotas.

### Profesional
Fue elegido en la cuadragésima posición del Draft de la NBA de 1978 por Golden State Warriors, donde jugó dos temporadas como suplente de Robert Parish. En la segunda de ellas comenzó a despuntar y a jugar más minutos, acabando con 11,0 puntos y 6,4 rebotes por partido.
En la temporada 1980-81 fue traspasado, junto con una futura segunda ronda del Draft a Utah Jazz, a cambio de Bernard King. En los Jazz sus funciones se limitaron a dar minutos de descanso al titular Ben Poquette, promediando esa temporada 6,9 puntos y 6,2 rebotes por partido. Al año siguiente fue traspasado, junto con Allan Bristow a Dallas Mavericks a cambio de Bill Robinzine, desde donde, tras jugar un año, fue traspasado a Portland Trail Blazers junto con una futura ronda del Draft a cambio de Kelvin Ransey.
En su primera temporada en los Blazers fue titular en sesenta de los ochenta partidos que disputó, acabando con unos promedios de 9,7 puntos y 7,6 rebotes por encuentro. Jugó una temporada más en el equipo de Oregón, para en 1984 ser traspasado, junto con Fat Lever, Calvin Natt y dos futuras rondas del draft a Denver Nuggets a cambio de Kiki Vandeweghe.
En su nuevo equipo comenzó a despuntar como un excelente jugador defensivo, jugando de titular desde el primer partido. En su primer año hizo la hasta entonces mejor temporada de su carrera, con unos promedios de 12,1 puntos, 7,9 rebotes y 2,5 tapones por partido, dato este último que le colocaría entre los cinco mejores de la liga, solo por detrás de Mark Eaton, Hakeem Olajuwon y Sam Bowie. Al año siguiente se repetiría la historia, volviendo a aparecer en la lista de los mejores taponadores de la NBA. Jugó tres temporadas más en Denver en las que fue perdiendo protagonismo, en parte por las lesiones, que le hicieron perderse 37 partidos en la temporada 1987-88.
En 1989 se convierte en agente libre sin restricciones, regresando de nuevo a los Blazers, donde jugaría sus últimas tres temporadas antes de retirarse definitivamente.

### Entrenador y directivo
Tras retirarse, en 1994 firma como entrenador asistente de los Sacramento Kings, puesto que ocupa hasta 1999. Previamente, en 1996 había sido elegido Vicepresidente de Operaciones de Baloncesto.

## Estadísticas de su carrera en la NBA

### Temporada regular
| Temporada | Edad | Equipo                 | Liga | P   | TIT | MIN  | TC  | TCA  | %TC  | 3P  | 3PA | %3P  | TL  | TLA | %TL  | R.OF. | R.DEF. | REB | ASIS | ROB | TAP | PER | FP  | PTS  |
| 1978-79   | 22   | Golden State Warriors  | NBA  | 65  |     | 12.2 | 2.0 | 4.5  | .437 |     |     |      | 0.6 | 0.9 | .672 | 1.4   | 2.9    | 4.3 | 0.3  | 0.1 | 0.7 | 0.8 | 1.8 | 4.6  |
| 1979-80   | 23   | Golden State Warriors  | NBA  | 79  |     | 22.5 | 4.6 | 9.5  | .489 | 0.0 | 0.1 | .250 | 1.7 | 2.3 | .751 | 2.6   | 3.9    | 6.4 | 0.5  | 0.3 | 1.0 | 1.8 | 3.1 | 11.0 |
| 1980-81   | 24   | Utah Jazz              | NBA  | 71  |     | 20.0 | 3.0 | 6.6  | .452 | 0.0 | 0.0 | .333 | 0.9 | 1.3 | .689 | 2.3   | 3.9    | 6.2 | 0.7  | 0.3 | 0.7 | 1.1 | 3.1 | 6.9  |
| 1981-82   | 25   | Dallas Mavericks       | NBA  | 76  | 38  | 23.9 | 3.7 | 8.8  | .420 | 0.0 | 0.1 | .125 | 1.6 | 2.1 | .744 | 2.6   | 4.6    | 7.2 | 1.5  | 0.5 | 1.4 | 1.2 | 3.8 | 9.0  |
| 1982-83   | 26   | Portland Trail Blazers | NBA  | 80  | 60  | 26.2 | 4.0 | 9.0  | .443 | 0.0 | 0.1 | .000 | 1.7 | 2.5 | .685 | 2.7   | 5.0    | 7.6 | 1.5  | 0.3 | 1.7 | 2.0 | 4.0 | 9.7  |
| 1983-84   | 27   | Portland Trail Blazers | NBA  | 81  | 38  | 20.5 | 3.8 | 8.2  | .459 | 0.0 | 0.1 | .000 | 2.3 | 2.8 | .804 | 2.2   | 3.7    | 5.9 | 0.9  | 0.3 | 1.3 | 1.4 | 3.0 | 9.8  |
| 1984-85   | 28   | Denver Nuggets         | NBA  | 80  | 78  | 25.4 | 5.1 | 10.7 | .472 | 0.0 | 0.0 | .000 | 2.0 | 2.9 | .685 | 2.9   | 5.0    | 7.9 | 1.1  | 0.4 | 2.5 | 1.9 | 3.8 | 12.1 |
| 1985-86   | 29   | Denver Nuggets         | NBA  | 78  | 78  | 27.1 | 5.4 | 11.6 | .466 | 0.0 | 0.1 | .429 | 2.2 | 2.8 | .795 | 2.4   | 5.4    | 7.8 | 1.0  | 0.5 | 2.9 | 1.5 | 4.0 | 13.1 |
| 1986-87   | 30   | Denver Nuggets         | NBA  | 69  | 64  | 22.6 | 3.4 | 7.6  | .448 | 0.0 | 0.0 | .000 | 1.1 | 1.6 | .725 | 2.3   | 4.5    | 6.9 | 1.0  | 0.2 | 1.5 | 1.1 | 3.7 | 8.0  |
| 1987-88   | 31   | Denver Nuggets         | NBA  | 45  | 32  | 19.2 | 2.6 | 6.0  | .437 | 0.0 | 0.0 | .000 | 1.1 | 1.5 | .746 | 2.2   | 3.8    | 6.0 | 0.7  | 0.3 | 2.1 | 1.3 | 3.2 | 6.4  |
| 1988-89   | 32   | Denver Nuggets         | NBA  | 79  | 72  | 23.6 | 2.8 | 5.6  | .495 | 0.0 | 0.1 | .250 | 1.0 | 1.3 | .745 | 2.7   | 5.2    | 7.8 | 1.0  | 0.5 | 2.7 | 0.9 | 3.8 | 6.6  |
| 1989-90   | 33   | Portland Trail Blazers | NBA  | 79  | 0   | 14.9 | 1.7 | 3.8  | .454 | 0.0 | 0.0 | .000 | 0.3 | 0.5 | .641 | 1.5   | 2.8    | 4.3 | 0.6  | 0.2 | 1.2 | 0.5 | 2.7 | 3.8  |
| 1990-91   | 34   | Portland Trail Blazers | NBA  | 67  | 1   | 11.1 | 0.9 | 2.2  | .393 | 0.0 | 0.0 | .000 | 0.5 | 0.6 | .786 | 0.8   | 2.0    | 2.8 | 0.3  | 0.1 | 0.9 | 0.3 | 1.8 | 2.2  |
| 1991-92   | 35   | Portland Trail Blazers | NBA  | 35  | 0   | 9.8  | 1.0 | 2.3  | .427 | 0.0 | 0.0 |      | 0.2 | 0.3 | .636 | 1.1   | 1.8    | 2.9 | 0.6  | 0.1 | 0.8 | 0.4 | 1.6 | 2.2  |
| Total     |      |                        | NBA  | 984 | 461 | 20.6 | 3.3 | 7.2  | .457 | 0.0 | 0.1 | .146 | 1.3 | 1.8 | .736 | 2.2   | 4.0    | 6.2 | 0.9  | 0.3 | 1.6 | 1.2 | 3.2 | 7.9  |

### Playoffs
| Temporada | Edad | Equipo                 | Liga | P  | MIN  | TCA | TC  | 3PA | 3P | TLA | TL  | R.OF. | REB | ASIS | ROB | TAP | PER | FP  | PTS | %TC  | %3P  | %FT   | MIN  | PTS  | REB | AST |
| 1982-83   | 26   | Portland Trail Blazers | NBA  | 7  | 228  | 36  | 74  | 0   | 0  | 15  | 17  | 24    | 56  | 9    | 2   | 8   | 17  | 33  | 87  | .486 |      | .882  | 32.6 | 12.4 | 8.0 | 1.3 |
| 1983-84   | 27   | Portland Trail Blazers | NBA  | 5  | 104  | 10  | 27  | 0   | 0  | 4   | 8   | 11    | 20  | 4    | 1   | 4   | 5   | 14  | 24  | .370 |      | .500  | 20.8 | 4.8  | 4.0 | 0.8 |
| 1984-85   | 28   | Denver Nuggets         | NBA  | 15 | 321  | 67  | 143 | 0   | 0  | 30  | 40  | 34    | 93  | 20   | 8   | 36  | 19  | 52  | 164 | .469 |      | .750  | 21.4 | 10.9 | 6.2 | 1.3 |
| 1985-86   | 29   | Denver Nuggets         | NBA  | 8  | 154  | 24  | 56  | 0   | 1  | 15  | 22  | 11    | 40  | 7    | 2   | 5   | 11  | 31  | 63  | .429 | .000 | .682  | 19.3 | 7.9  | 5.0 | 0.9 |
| 1986-87   | 30   | Denver Nuggets         | NBA  | 3  | 41   | 5   | 12  | 0   | 0  | 2   | 2   | 6     | 17  | 2    | 0   | 1   | 1   | 9   | 12  | .417 |      | 1.000 | 13.7 | 4.0  | 5.7 | 0.7 |
| 1987-88   | 31   | Denver Nuggets         | NBA  | 9  | 96   | 8   | 23  | 0   | 0  | 2   | 2   | 16    | 33  | 6    | 3   | 8   | 4   | 19  | 18  | .348 |      | 1.000 | 10.7 | 2.0  | 3.7 | 0.7 |
| 1988-89   | 32   | Denver Nuggets         | NBA  | 3  | 44   | 6   | 12  | 0   | 0  | 0   | 0   | 4     | 13  | 2    | 1   | 2   | 0   | 10  | 12  | .500 |      |       | 14.7 | 4.0  | 4.3 | 0.7 |
| 1989-90   | 33   | Portland Trail Blazers | NBA  | 18 | 248  | 19  | 47  | 0   | 0  | 10  | 19  | 25    | 71  | 5    | 5   | 29  | 5   | 40  | 48  | .404 |      | .526  | 13.8 | 2.7  | 3.9 | 0.3 |
| 1990-91   | 34   | Portland Trail Blazers | NBA  | 3  | 13   | 1   | 2   | 0   | 0  | 0   | 0   | 1     | 5   | 1    | 0   | 0   | 1   | 2   | 2   | .500 |      |       | 4.3  | 0.7  | 1.7 | 0.3 |
| 1991-92   | 35   | Portland Trail Blazers | NBA  | 3  | 27   | 2   | 4   | 0   | 0  | 0   | 0   | 1     | 8   | 0    | 0   | 3   | 1   | 4   | 4   | .500 |      |       | 9.0  | 1.3  | 2.7 | 0.0 |
| Total     |      |                        | NBA  | 74 | 1276 | 178 | 400 | 0   | 1  | 78  | 110 | 133   | 356 | 56   | 22  | 96  | 64  | 214 | 434 | .445 | .000 | .709  | 17.2 | 5.9  | 4.8 | 0.8 |